# Ugyops liturifrons
Ugyops liturifrons är en insektsart som först beskrevs av Walker 1870.  Ugyops liturifrons ingår i släktet Ugyops och familjen sporrstritar. Inga underarter finns listade i Catalogue of Life.